# Max Raphel
Maximilien, dit Max Raphel (Nîmes, 25 novembre 1863 - 20 octobre 1943), est un architecte français ayant réalisé de nombreux bâtiments nîmois et gardois.

## Biographie
Membre de l'Académie de Nîmes, il a aussi présidé l'École antique de Nîmes[Quand ?].

## Réalisations
- 1890 : ancien kiosque à musique de l'Esplanade de Nîmes
- Années 1895-1920: divers groupes scolaires ou sièges de banques dans la préfecture gardoise
- 1894 : Galerie Jules-Salles de Nîmes
- 1907 : Musée des beaux-arts
- Monument aux morts de Saint-Gilles
- Groupe scolaire de Vergèze
- Hôpital de Beaucaire